# Kalinin K-9

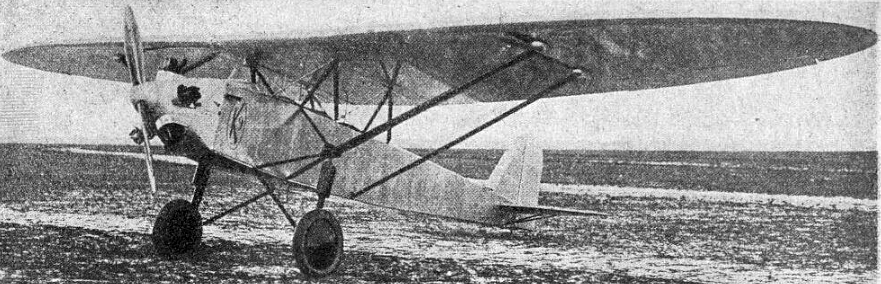
Kalinin K-9

Die Kalinin K-9 war ein Leichtflugzeug/Sportflugzeug, das von Konstantin Alexejewitsch Kalinin entworfen wurde. Es hatte einen Parasolflügel, von dem Typ wurde 1930 nur ein Prototyp gebaut.

## Geschichte
Die Tests zeigten, dass die K-9 im Verhältnis zum eingebauten Motor (60 PS (45 kW) Walter NZ-60, 17,165 kg/kW (28,219 lb/PS)) zu groß und zu schwer war. Das Leichtflugzeug wurde in der Stadt Charkiw gebaut. Weil das Modell nur 6000 bis 7000 Rubel kostet war es gut für die Massenproduktion geeignet. Der Prototyp wurde bei einigen Testflügen evaluiert, aber die Entwicklung wurde nie durchgeführt. Das einzige Modell wurde 1930 gebaute und 1934 an den Charkower Fliegerclub übergeben.

## Technische Daten
| Kenngröße                   | Daten der K-9                                               |
| --------------------------- | ----------------------------------------------------------- |
| Besatzung                   | 2                                                           |
| Länge                       | 7,1 m                                                       |
| Spannweite                  | 9,8 m                                                       |
| Flügelfläche                | 18,1 m²                                                     |
| Flügelstreckung             | 5,3                                                         |
| Leermasse                   | 550 kg                                                      |
| normale Startmasse          | 770 kg                                                      |
| Treibstoff- und Ölkapazität | 60 kg                                                       |
| Triebwerk                   | ein luftgekühlter 5-Zylinder-Sternmotor Walter NZ-60, 45 kW |
| Höchstgeschwindigkeit       | 120 km/h                                                    |
| Landegeschwindigkeit        | 60 km/h                                                     |
| Flugdauer                   | 3 h                                                         |